# Phycopterus rubritincta
Phycopterus rubritincta là một loài bướm đêm trong họ Noctuidae.